# Andrea di Caloccia
Andrea di Caloccia (in ungherese András; ... – 1186) è stato un arcivescovo cattolico e diplomatico ungherese attivo nella seconda metà del XII secolo che fu arcivescovo di Kalocsa tra il 1176 e il 1186.

## Biografia

### Vescovo di Giavarino
Ecclesiastico molto istruito e abile diplomatico, Andrea riuscì a ingraziarsi papa Alessandro III, che ne notò le capacità. Infatti, in una sua lettera del 1179, il pontefice definisce il magiaro un personaggio animato da «scienza, religione e virtù».
Fu eletto vescovo di Győr dal capitolo della cattedrale nel 1169, con il favore di re Stefano III d'Ungheria. Il suo ultimo predecessore conosciuto fu Gervasio, menzionato per l'ultima volta in quella veste nel 1158. Tuttavia, nonostante il placet sia di papa Alessandro sia di Stefano III, Luca, arcivescovo di Esztergom, tentò di ostacolare la consacrazione di Andrea, a causa della sua presunta elezione non canonica. Sebbene il cardinale Manfredi, che agì in veste di legato pontificio in Ungheria in quell'anno, avesse intimato a Luca di celebrare la consacrazione di Andrea, egli si rifiutò comunque di adempiere a tale diktat. Questo evento scatenò una rivalità di lunga data tra Luca e Andrea.

### Arcivescovo di Caloccia

#### Massima autorità cattolica in Ungheria
(Lettera di Papa Alessandro III a Béla III d'Ungheria nel marzo 1179)
Dopo la morte di Stefano III, il fratello minore Béla tornò in Ungheria da Costantinopoli e fu proclamato all'unanimità re d'Ungheria. Tuttavia, la sua incoronazione fu ritardata, perché l'arcivescovo Luca si rifiutò di presenziare la cerimonia; temeva che l'influenza degli "scismatici" sarebbe aumentata sotto il governo di Béla (la sua resistenza, tuttavia, fu rifiutata persino da papa Alessandro). L'arcivescovo Luca venne messo in disparte sotto Béla e fu ignorato da lui nei primi anni del suo regno. Andrea fu elevato alla dignità di arcivescovo di Kalocsa nel 1176, subentrando a Stefano, oppostosi anch'egli all'autorità di Béla. A causa dell'allontanamento forzato di Luca dal mondo politico, Andrea, anch'egli come detto abile diplomatico, divenne de facto la principale autorità attiva nel clero magiaro, tanto che il suo status finì riconosciuto anche da papa Alessandro III.
Dopo che l'imperatore del Sacro Romano Impero Federico Barbarossa privò Adalberto della sua dignità di arcivescovo di Salisburgo a causa della sua politica filo-papale, il pontefice Alessandro III inviò il suo legato pontificio Gualtiero, vescovo di Albano per risolvere il conflitto. Il papa chiese assistenza a Béla III per mediare la questione. Durante l'estate del 1176, il neoeletto arcivescovo Andrea guidò una delegazione ecclesiastica ungherese a Győr che includeva anche Mikod, vescovo della città appena raggiunta, e un saldo alleato di Andrea di nome Gregorio, il prevosto del capitolo di Székesfehérvár, oltre infine a Rainaldo, abate di Pannonhalma. Lì avevano incontrato il legato pontificio, che aveva convocato sia Adalberto che il candidato di Federico Enrico, prevosto di Berchtesgaden. Fu il solo Adalberto a comparire dinanzi alla corte di Giavarino all'inizio di agosto del 1176, che si pronunciò in suo favore e privò Enrico del suo incarico di arcivescovo di Salisburgo. Secondo Walter, Andrea e i suoi compagni assistettero la sua attività giudiziaria avanzando dei consigli.
Tuttavia, il suo rapporto con Béla III si deteriorò drasticamente a cavallo tra il 1178 e il 1179. Secondo il monarca, Andrea «insultò la sua autorità reale», motivo per cui presto Béla privò l'arcivescovo e il suo sostenitore, Gregorio, il prevosto del capitolo di Székesfehérvár, del loro incarico e incamerò le entrate dell'arcivescovado. Nello stesso periodo, il re si riconciliò con l'arcivescovo Luca, che riacquistò la sua influenza alla corte reale dopo un'assenza di sette anni. Andrea fuggì dall'Ungheria e presentò una petizione alla curia romana, chiedendo un'indagine al terzo Concilio Lateranense nel marzo 1179. Papa Alessandro III minacciò Béla III di scomunica e lo punì con sanzioni ecclesiastiche, ma Luca lo assolse e scomunicò Andrea di Caloccia e i suoi sostenitori tra il clero. Luca accusò Andrea di star manipolando i sacerdoti attivi presso chiese reali, tradizionalmente sottoposte all'autorità territoriale dell'arcidiocesi di Esztergom. Oltre ai conflitti personali, questo caso rappresentò altresì un capitolo della rivalità di lunga data tra le sedi di Esztergom e Kalocsa per la guida dell'organizzazione ecclesiastica ungherese. Negli anni precedenti, Andrea intendeva estendere la propria autorità di vescovo e metropolita a spese di Luca, usurpando i privilegi dell'arcidiocesi di Esztergom. Nella sua lettera dal tono duro inviata all'Ungheria nel marzo 1179, papa Alessandro minacciò di scomunicare Luca se avesse mantenuto la punizione che aveva imposto ad Andrea. In un'altra lettera, papa Alessandro esortò anche il clero ungherese a non obbedire alle istruzioni di Luca. Nello stesso periodo, il papa spedì altresì una missiva a Béla III, in cui chiedeva al re di riprendere Andrea nelle sue grazie. Il conflitto si concluse con un compromesso mediato dalla Santa Sede: l'arcivescovo Andrea chiese perdono al monarca e il re lo ripristinò. Nonostante ciò, Andrea non riacquistò mai la sua precedente influenza alla corte reale.

#### Anni successivi
Andrea fu definito «arcivescovo di Bács» nei documenti del terzo Concilio Lateranense, dalla seconda sede arcivescovile dell'arcidiocesi di Kalocsa (la moderna Bač, in Serbia). Di conseguenza, Andrea vi si stabilì in maniera permanente. Estromesso dalla corte regia d'Ungheria, Andrea trascorse quasi tutto il tempo del suo arcivescovado rimanente a Roma, occupandosi soltanto di affari ecclesiastici. Nonostante le risoluzioni del concilio, il celibato non era universale tra i prelati in Ungheria. L'arcivescovo Andrea chiese indicazioni alla Santa Sede su come procedere nei confronti di uomo sposato che aspirava a diventare sacerdote. Papa Alessandro replicò in una lettera del 1180 che un uomo sposato poteva essere ordinato sacerdote in caso di divorzio con il consenso della moglie e far voto di purezza prima dell'ordinazione. Andrea affrontò altresì gli episodi di insubordinazione compiuti dai frati benedettini del monastero di Kő, fondato dal bano Beloš Vukanović decenni prima, in Sirmia (sottoposta all'autorità ecclesiastica di Kalocsa). Andrea confiscò l'abbazia ai benedettini e la consegnò ai monaci di Abramo.
Stando al resoconto del 1185, Andrea vantava un reddito di 2 500 marchi d'argento in quell'anno. Morì l'anno successivo, nel 1186, mentre si trovava a Roma. Gli succedette Paolo in veste di arcivescovo di Kalocsa intorno al 1188.